# Pera-nashi
A pera-nashi, nashi ou náxi (Pyrus pyrifolia) é por vezes chamada de pera-asiática. É também conhecida como: pera-japonesa, pera-coreana, pera-de-taiwan ou pera-maçã. Na Índia, chama-se nashipati e no Bangladesh e no Nepal, nashpati. As peras-nashi são amplamente cultivadas devido ao seu doce fruto, um popular alimento na Ásia Oriental. 
Normalmente, as peras-nashi não servem para fazer tartes ou compotas devido ao alto conteúdo de água e a uma textura rija e granulada, muito diferente das amanteigadas variedades europeias. Não é um cruzamento entre peras e maçãs, como o nome pera-maçã pode sugerir, mas a sua forma e textura rija assemelha-se mais a uma maçã.
1. ↑  Romanização Hepburn da língua japonesa.
2. ↑  Aportuguesamento. Cf. outras adaptações ortográficas, como gueixa, Hiroxima, etc.